# Cophixalus mcdonaldi
Espèce
Statut de conservation UICN

 EN B1ab(v)+2ab(v) : En danger
Cophixalus mcdonaldi est une espèce d'amphibiens de la famille des Microhylidae.

## Répartition
Cette espèce est endémique du Nord-Est du Queensland en Australie. Son aire de répartition concerne uniquement le parc national Bowling Green Bay, au sud-est de Townsville. Elle est présente entre 900 et 1 200 m d'altitude,.

## Étymologie
Cette espèce est nommée en l'honneur de Keith R. McDonald.

## Publication originale
- Zweifel, 1985 : Australian Frogs of the family Microhylidae. Bulletin of the American Museum of Natural History, vol. 182, p. 265-388 (texte intégral).